# 祁宏
祁 宏（き こう、Qi Hong、1976年6月3日 - ）は、中国の元サッカー選手。元中国代表。ポジションはミッドフィールダー。

## 来歴
2000年1月に中国代表デビュー。10月にAFCアジアカップではベスト4となり、自身も準々決勝、準決勝で得点を決めた。2002 FIFAワールドカップ・アジア予選・最終予選では7試合に出場、中国史上初のワールドカップ出場権を獲得した。2002 FIFAワールドカップではブラジル戦1試合に出場した。2003年までに37試合に出場、10得点をあげた。
引退後元代表選手の申思等と創設したアンダー世代育成を目的とした上海幸運星FCの技術総監兼任コーチに就任。代表ではU-17代表やサッカー中華人民共和国女子代表アシスタントコーチを歴任。しかし八百長事件に関与したとして、代表選手だった江津、申思、李明等と共に逮捕、投獄。出獄後は再び上海幸運星のコーチに復帰している。

## 代表歴

### 出場大会
- 中国代表
  - 2002 FIFAワールドカップ

### 試合数
- 国際Aマッチ 37試合 10得点（2000年-2003年）[1]

| 中国代表 | 国際Aマッチ | 国際Aマッチ |
| 年       | 出場        | 得点        |
| -------- | ----------- | ----------- |
| 2000     | 13          | 5           |
| 2001     | 17          | 4           |
| 2002     | 3           | 0           |
| 2003     | 4           | 1           |
| 通算     | 37          | 10          |